# Conzattia chiapensis
Conzattia chiapensis är en ärtväxtart som beskrevs av Faustino Miranda. Conzattia chiapensis ingår i släktet Conzattia, och familjen ärtväxter. Inga underarter finns listade i Catalogue of Life.